# 신주초등학교
신주초등학교(神主初等學校)는 대한민국 경상남도 양산시에 있는 공립 초등학교이다.

## 학교 연혁
- 2015.03.01. 신주초등학교 개교(18학급)
- 2015.03.01. 초대 임인철 교장 취임
- 2016.02.18. 제1회 졸업식(졸업생 43명)
- 2016.03.01. 9학급 증설(27학급)